# 永平 (高昌)
永平（えいへい）は、高昌において麴玄喜の治世で用いられた元号。
549年 - 550年。

## 西暦・干支との対照表
| 永平 | 元年  | 2年   |
| 西暦 | 549年 | 550年 |
| 干支 | 己巳  | 庚午  |